# Connor Paolo
Connor je rođen 11 srpnja 1990 u New Yorku. Njegov otac je pisac, a majka glazbenica. 2006 godine je počeo pohađati školu umjetnosti koja je bila u filmu Fame. Zatim je počeo ići na glumačke tečajeve u The Lee Strasberg Theater Institute i sada uči s Peggy Lewis. Nekoliko ljeta, počevši 2005. godine, počeo je pohađati Appel Farm Arts i Music Center Summer Arts Camp u Elmeru, New Jerseyju.
Paolo je počeo glumiti s devet godina, s prvim pojavljivanjem u sapunici Sva moja djeca. 2002. godine, glumio je Zachary Connora, tinejdžera ubojicu-silovatelja u epizodi Zakon i Reda. Glumio je u Eastwoodovoj Ocarom nagrađenoj Mističnoj riječi.
2004 godine je u sapunici glumio Travisa O'Connela. Također se pojavio kao mladi Alexander u filmu Alexander Veliki. Paolo se 2006. drugi puta pojavio u Zakon i Redu kao Teddy Winnock, kao poremećeni tinejdžer. Pojavio se u hit serije televizijske mreže CW Tračerica kao Eric van der Woodsen u svih šest sezona i u hit ABC seriji Osveta kao Declan Porter u prve dvije sezone.
Connor Paolo je jako zainteresiran za kazalište.